# Peralejos de las Truchas
Peralejos de las Truchas és un municipi de la província de Guadalajara, a la comunitat autònoma de Castella-La Manxa.
Està dins del parc natural Alto Tajo, de més de 176.265 hectàrees de bosc.